# Limerick Football Club (1937-2007)
Pour le nouveau club, voir Limerick Football Club.
Maillots
Le Limerick Football Club est un club de football irlandais basé à Limerick.

## Historique
- 1937 : fondation du club sous le nom de Limerick AFC
- 1960 : 1re participation à une Coupe d'Europe (C1) (saison 1960/61)
- 1979 : le club est renommé en Limerick United
- 1983 : le club est renommé en Limerick City
- 1992 : le club est renommé en Limerick FC
- 2007 : le club échoue dans sa demande d'agrément au championnat d'Irlande. Il est remplacé par une nouvelle entité Limerick 37.

## Bilan sportif

### Palmarès
- Championnat d'Irlande de football
  - Champion : 1960, 1980

- Coupe d'Irlande de football
  - Vainqueur : 1971, 1982
  - Finaliste : 1965, 1977

- Coupe de la Ligue d'Irlande de football
  - Vainqueur : 1976, 1993, 2002

- Dublin City Cup
  - Vainqueur : 1959, 1970

- Top Four Cup
  - Finaliste : 1964

### Bilan européen
Note : dans les résultats ci-dessous, le score du club est toujours donné en premier.
| Saison    | Compétition               | Tour                | Club           | Domicile | Extérieur | Total |
| --------- | ------------------------- | ------------------- | -------------- | -------- | --------- | ----- |
| 1960-1961 | Coupe des clubs champions | Tour préliminaire   | BSC Young Boys | 0 - 5    | 2 - 4     | 2 - 9 |
| 1965-1966 | Coupe des coupes          | Seizièmes de finale | Baník Ostrava  | 1 - 2    | 0 - 2     | 1 - 4 |
| 1971-1972 | Coupe des coupes          | Seizièmes de finale | Torino FC      | 0 - 1    | 0 - 4     | 0 - 5 |
| 1980-1981 | Coupe des clubs champions | Seizièmes de finale | Real Madrid    | 1 - 2    | 1 - 5     | 2 - 7 |
| 1981-1982 | Coupe UEFA                | Premier tour        | Southampton FC | 0 - 3    | 1 - 1     | 1 - 4 |
| 1982-1983 | Coupe des coupes          | Seizièmes de finale | AZ Alkmaar     | 1 - 1    | 0 - 1     | 1 - 2 |

Légende
- Victoire ou qualification pour le tour suivant
- Match nul
- Défaite ou élimination de la compétition